# Shangri-La (angelaの曲)
「Shangri-La」（シャングリラ）は、音楽ユニット・angelaの6作目となるシングル。 2004年8月4日にキングレコード（スターチャイルド）から発売。

## 概要
テレビ東京系列放送のテレビアニメ『蒼穹のファフナー』の主題歌シングル。オープニングテーマおよびエンディングテーマの両曲収録。
angelaの知名度を広めた代表作の1つである。
後に13作目のシングル「約束」（2008年）にもカップリングとして収録された。

### 収録曲
1. Shangri-La [4:37]
  - 作詞：atsuko 作曲：atsuko・KATSU 編曲：KATSU
  - テレビアニメ『蒼穹のファフナー』オープニングテーマ
2. Separation [4:46]
  - 作詞：atsuko 作曲：atsuko・KATSU 編曲：KATSU
  - テレビアニメ『蒼穹のファフナー』エンディングテーマ
3. Shangri-La （off vocal version）
4. Separation （off vocal version）

### 収録アルバム
- 「Shangri-La」
  - オリジナルアルバム『I/O』（2004年11月17日）
  - ベスト・アルバム『TREASURE BOX』（2007年12月12日）
- 「Separation」（「Separation[pf]」として収録）
  - オリジナルアルバム『I/O』（2004年11月17日）

## Shangri-La 〜THE BEYOND〜
「Shangri-La 〜THE BEYOND〜」（シャングリラ ザ ビヨンド）は、音楽ユニット・angelaのシングル。 2021年11月6日にKING AMUSEMENT CREATIVEから配信。

### 概要
『蒼穹のファフナー THE BEYOND』第十二話挿入歌。
原曲の『Shangri-La』を入れる予定が、監督の能戸隆が違和感を覚えangelaに「歌い直すとか作り直すことは可能でしょうか」と相談があり新たに録り直したもの。

### 収録アルバム
オリジナル・アルバム『Welcome!』(#12)
蒼穹のファフナー ALL SONGS(CD3-#10)

## 話題
この曲のサビと、同じくangelaの楽曲「全力☆Summer!」（テレビアニメ『アホガール』主題歌）のBメロを繋げた動画が動画サイトなどで流行し、アニメ関係者やKATSUからの反応も上がっている。さらに2017年9月のライブ「angela 全力☆Live! 2017」では、angela本人により「全力☆Summer!」の途中で「Shangri-La」に変化する演出が行われた。2019年8月31日の「Animelo Summer Live 2019 -STORY-」でも「全力☆Summer!」から「Shangri-La」、さらには「シドニア」に変化する演出が行われている

## カバー
- 如月千早（今井麻美） - 2012年11月7日発売のアルバム『THE IDOLM@STER ANIM@TION MASTER 生っすかSPECIAL 05』にてカバー。
- Roselia［湊友希那（相羽あいな）］ - ゲーム『バンドリ! ガールズバンドパーティ!』収録曲（2018年2月23日追加）。2021年11月10日発売のアルバム『バンドリ！ ガールズバンドパーティ！ カバーコレクション Vol.6』でCD初収録[8]。
- ドーラ & 緑仙 - 2019年4月24日発売（3月1日先行配信）のカバーアルバム『IMAGINATION vol.1』にてカバー[9]。
- MARiA - 2023年7月26日配信のデジタルシングル『Shangri-La from CrosSing』にてカバー。カバーソングプロジェクト『CrosSing - Music＆Voice-』関連曲。